# テーラモ
テーラモ（イタリア語: Teramo ( 音声ファイル)）は、イタリア共和国アブルッツォ州北部にある都市で、その周辺地域を含む人口約5万4000人の基礎自治体（コムーネ）。テーラモ県の県都である。

## 名称
日本語文献では「テラモ」と表記されることもある。

## 地理

### 位置・広がり
テーラモ県の中部に位置するコムーネ。テーラモの市街は、アスコリ・ピチェーノから南南東へ約23km、州都ラクイラから北東へ約43km、ペスカーラから北西へ約48km、首都ローマから北東へ約140kmの距離にある。
アペニン山脈とアドリア海の間にある。温暖なアドリア海のビーチと、雪を戴くグランサッソの頂上3000mの両方にわずか1時間以下で行くことのできる、数少ない都市である。

#### 隣接コムーネ
隣接するコムーネは以下の通り。
- バシャーノ
- ベッランテ
- カンプリ
- カンツァーノ
- カステッラルト
- チェルミニャーノ
- コルティーノ
- モントーリオ・アル・ヴォマーノ
- ペンナ・サンタンドレーア
- トッリチェッラ・シクーラ

### 地勢
この都市はベゾーラ川とトルディーノ川の合流地点に位置している。

## 行政

### 分離集落
テーラモには、以下の分離集落（フラツィオーネ）がある。
- Bivio Miano, Cannelli, Caprafico, Casette, Castagneto, Castrogno, Cavuccio, Cerreto, Chiareto, Colle Caruno, Colle Marino, Colleminuccio, Colle Santa Maria, Forcella, Frondarola, Frunti (paese abbandonato), Galeotti, Garrano Alto, Garrano Basso, La torre, Magnanella, Miano, Monticelli, Nepezzano, Orciano, Pantaneto, Piano d'Accio, Poggio Cono, Poggio San Vittorino, Ponte Vezzola, Ponzano, Putignano, Rapino, Rocciano, Rupo, Saccoccia, San Nicolò a Tordino, San Pietro ad Lacum, Sant'Atto, Sant'Egidio, Sardinara, Scapriano, Sciusciano, Secciola, Sorrenti, Sparazzano, Spiano, Tofo Sant'Eleuterio, Torre Palomba, Travazzano, Valle San Giovanni, Valle Soprana, Varano, Villa Butteri, Villa Falchini, Villa Gesso, Villa Pompetti, Villa Ripa, Villa Romita, Villa Rossi, Villa Schiavoni, Villa Stanchieri[51], Villa Taraschi, Villa Tordinia, Villa Turri-Ferretti, Villa Viola, Villa Vomano

## 経済・産業
経済状況としては、農業と商業に基づいた経済活動が中心となっており産業地域では機織り、食品産業、工場、セラミック産業などがある。ローマからは1時間30分ほどで行くことができる。

## 教育

### 大学
- テーラモ大学

テーラモ大学では5学部、24学科、35専攻、大学院では6の研究科、10専攻を擁している。全体で50,000コステサンタグスティーノキャンパスには法学部、コミュニケーション科学学部、政治学部がある。留学生を奨学金によって世界中から集めているので国際色豊かな大学である。現在、大学寮は建設中である。

## 政治
テーラモ市市長は5年ごとに選出される。18歳以上の住民に選挙権が与えられる。現在の市長 Gianguido D'Alberto は2018年6月28日に就任した。

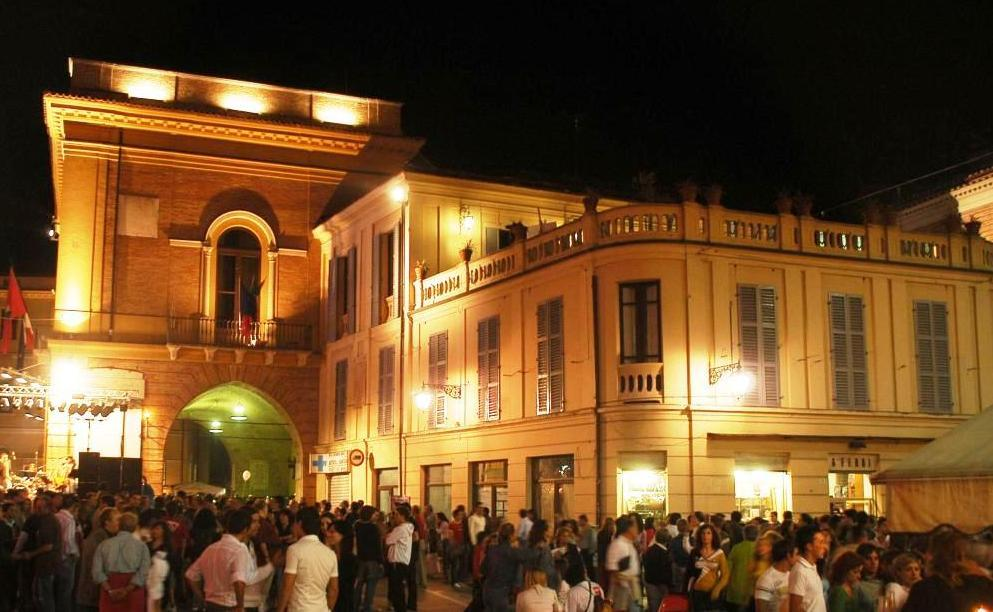
テーラモ市役所

## 天候
天候は一年を通してすがすがしい日々が続く。一年の中で最も寒い月は1月（平均気温は摂氏5.5度）であり、最も温かな月は7月（平均気温は24度）である。冬には雪も降る。夏は暑い日もあるが、それほど暑い日は多くない。
| Teramo (2007)の気候            | Teramo (2007)の気候 | Teramo (2007)の気候 | Teramo (2007)の気候 | Teramo (2007)の気候 | Teramo (2007)の気候 | Teramo (2007)の気候 | Teramo (2007)の気候 | Teramo (2007)の気候 | Teramo (2007)の気候 | Teramo (2007)の気候 | Teramo (2007)の気候 | Teramo (2007)の気候 | Teramo (2007)の気候 |
| 月                             | 1月                 | 2月                 | 3月                 | 4月                 | 5月                 | 6月                 | 7月                 | 8月                 | 9月                 | 10月                | 11月                | 12月                | 年                  |
| ------------------------------ | ------------------- | ------------------- | ------------------- | ------------------- | ------------------- | ------------------- | ------------------- | ------------------- | ------------------- | ------------------- | ------------------- | ------------------- | ------------------- |
| 平均最高気温 °C （°F）         | 14 (57)             | 14 (57)             | 15 (59)             | 20 (68)             | 24 (75)             | 28 (82)             | 32 (90)             | 30 (86)             | 24 (75)             | 17 (63)             | 13 (55)             | 13 (55)             | 20.3 (68.5)         |
| 平均最低気温 °C （°F）         | 5 (41)              | 6 (43)              | 7 (45)              | 10 (50)             | 14 (57)             | 17 (63)             | 21 (70)             | 19 (66)             | 14 (57)             | 11 (52)             | 6 (43)              | 5 (41)              | 11.3 (52.3)         |
| 降水量 mm （inch）             | 14 (0.55)           | 26 (1.02)           | 67 (2.64)           | 25 (0.98)           | 92 (3.62)           | 62 (2.44)           | 0 (0)               | 30 (1.18)           | 30 (1.18)           | 30 (1.18)           | 157 (6.18)          | 90 (3.54)           | 623 (24.51)         |
| 出典：National Weather Service |                     |                     |                     |                     |                     |                     |                     |                     |                     |                     |                     |                     |                     |

## スポーツ

### サッカー
プロサッカークラブであるSSテーラモ・カルチョのホームタウンである。2017-18シーズンはセリエC（3部リーグ）に属している。

## 姉妹都市
- メミンゲン （ドイツ）
- ベラネ （モンテネグロ）
- プラハ （チェコ）
- リション・レジオン （イスラエル）